# Magdaléna Beranová
Magdalena Beranová (15. září 1930 Čáslav – 17. května 2016) byla česká archeoložka.

## Život
Magdalena Beranová studovala v letech 1949–1953 historii a archeologii na Filosofické fakultě Univerzity Karlovy v Praze (promovaný historik 1953, CSc. 1960, PhDr. 1967, DrSc. 1983). V letech 1953–1963 pracovala ve Slovenském ústavu ČSAV. Od roku 1963 do roku 1990 pracovala v Archeologickém ústavu ČSAV jako vedoucí vědecká pracovnice, v letech 1973–1987 jako vedoucí časně historického (slovanského) oddělení.
Věnovala se dějinám pravěkého a středověkého zemědělství včetně experimentální archeologie, dějinám výživy, archeologii Slovanů na českém území i v celé slovanské oblasti, obecně sídlištní archeologii či dějinám sklářství.

## Publikace
- Evropské zemědělství v archeologii
- Zemědělská výroba na území Československa
- Zemědělství starých Slovanů
- Tradiční české kuchařky
- Dějiny zemědělství v Čechách, na Moravě a ve Slezsku
- Jídlo a pití za Rudolfa II.
- Jak se jedlo ve starověku – Římská kuchařka
- Slované, Libri 2000, ISBN 80-7277-022-5
- Jídlo a pití v pravěku a středověku, Academia 2005, ISBN 80-200-1340-7